# Пражская (станция метро)
«Пра́жская» — станция Московского метрополитена на Серпуховско-Тимирязевской линии между станциями «Южная» и «Улица Академика Янгеля». Расположена в районе Чертаново Центральное (ЮАО). Получила название в честь города Праги. Открыта 6 ноября 1985 года после продления на один перегон от станции «Южная».
Станция имеет оборотные тупики и являлась конечной на протяжении 15 лет до открытия станции «Улица Академика Янгеля». В настоящее время на станции производится зонный оборот поездов в часы пик.

## История и происхождение названия
Станция «Пражская» была построена при участии чехословацких архитекторов и инженеров. Открыта 6 ноября 1985 года при продлении Серпуховской линии на один перегон, стала 129-й станцией Московского метрополитена. В проекте станция носила название «Красный Маяк», которое предполагалось увековечить в память о существовавшем на месте жилого массива Чертаново Центральное одноимённом совхозе.
Почти одновременно в Праге с участием советских оформителей была построена станция «Московская»; в 1990 году она была переименована в «Андел».
15 апреля 2020 года Общественным советом при Министерстве обороны Российской Федерации было предложено переименовать станцию в честь Маршала Советского Союза Ивана Степановича Конева в ответ на решение о демонтаже памятника полководцу в районе Прага-6 города Праги, несмотря на то, что это предложение противоречит законодательству Москвы.

## Оформление и технологические решения
В рамках культурного обмена между Советским Союзом и Чехословакией станция была спроектирована в стиле пражского метро чешскими архитекторами Э. Кылларом, З. Халупой, Э. Бржусковой и чешскими инженерами совместно с советским архитектором В. А. Череминым. Благодаря использованию специальных шумопоглощающих материалов удалось снизить шум при прибытии поезда. Поскольку в архитектурно-художественном оформлении были использованы эскизы чешских мастеров, оформление станции обращает на себя внимание. Весь комплекс станции — подземный вестибюль, кассовые залы, подземные переходы и их входные павильоны — был выполнен в едином стиле — с использованием оригинальной чешской керамической плитки от охристого до коричневого цвета и латунных колонн прямоугольной формы. Светлый подвесной потолок рассеивает льющийся сверху свет. Потолок над путями покрашен в чёрный цвет. Надписи на станции выполнены типичным пражским шрифтом Metron (адаптированным для кириллицы). Украшения размещены в вереходах. В кассовом зале северного вестибюля можно увидеть абстрактное изображением летящего голубя, символ мира, отлитого из жёлтого богемского стекла. В южном вестибюле главным украшением являлось большое керамическое панно с изображением Праги, а в переходе — скульптура, олицетворяющая реку Влтаву. У входа на станцию установлена скульптурная композиция «Интеркосмос». Первыми участниками программы «Интеркосмос» стали Владимир Ремек и Алексей Губарев, перед самим входом на станцию установлен памятник чешскому и советскому космонавтам (скульптор Я. Гана, архитектор Э. Кыллар).

## Вестибюли и пересадки
Станция имеет два вестибюля, совмещённых с подземными переходами через улицы Красного Маяка, Кировоградская. Северный вестибюль менее загружен, поскольку отдалён от остановок большинства автобусных маршрутов.

## Реконструкция станции
В 2015 году облик станции Пражская был значительно изменён в ходе плановой реконструкции. Коричневая плитка в вестибюлях была заменена на чёрно-серые керамические панели, заменены эскалаторы, убраны будки смотрителя на эскалаторе с обеих сторон станции. К 2020 году новые керамические панели пришли в негодность и были заменены на белый мрамор.

## Наземный общественный транспорт
На этой станции можно пересесть на следующие маршруты городского пассажирского транспорта:
- Автобусы: м95, м96, м97, 852, с908, с929, 938, с941, 947, с960, с970, с997

## Факты
За счёт облицовки путевых стен станции особым видом керамической плитки, содержащей в себе воздушные поры, поглощающие звук, является самой тихой станцией в московском метро.

## Галерея

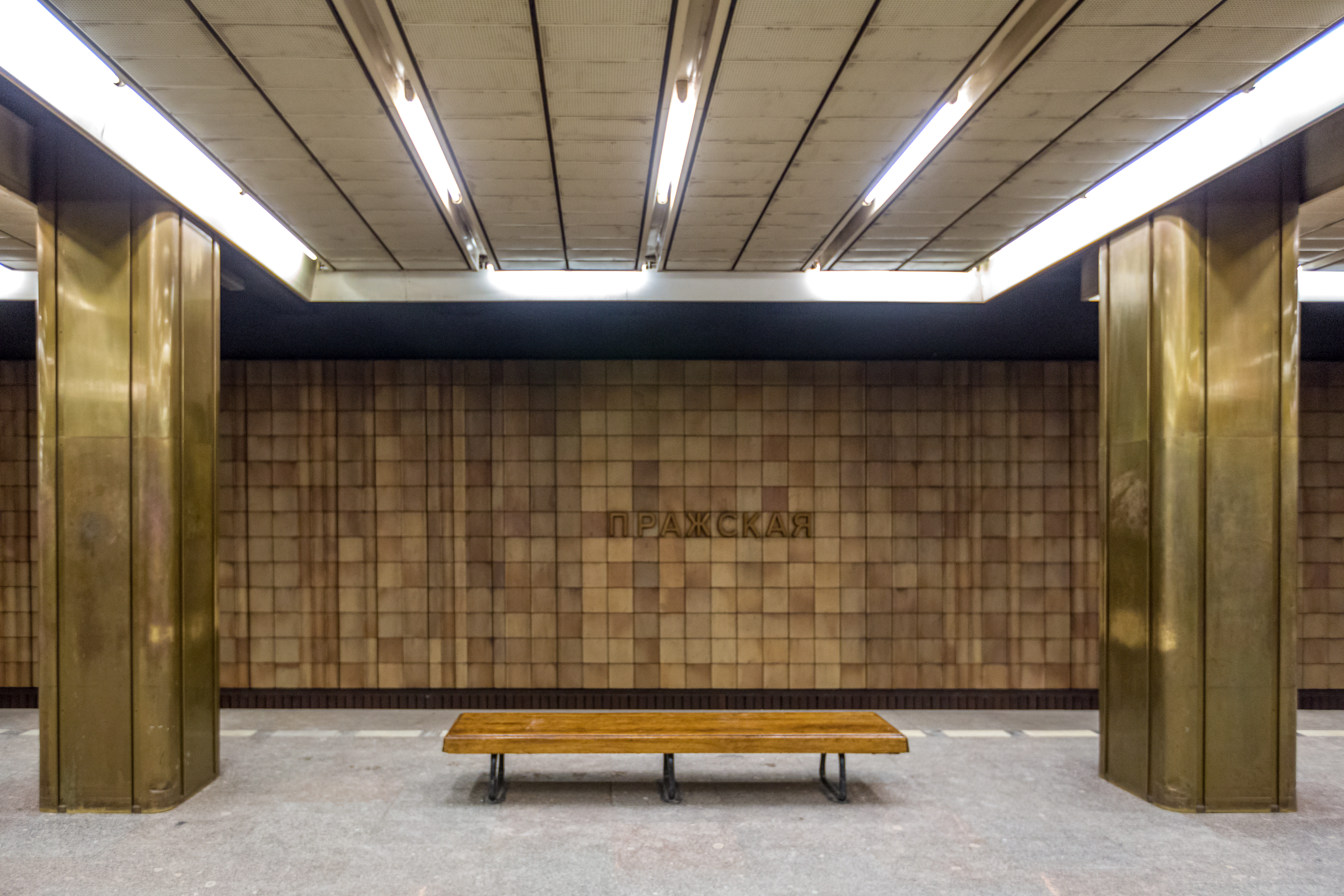
Скамейка и название станции на путевой стене
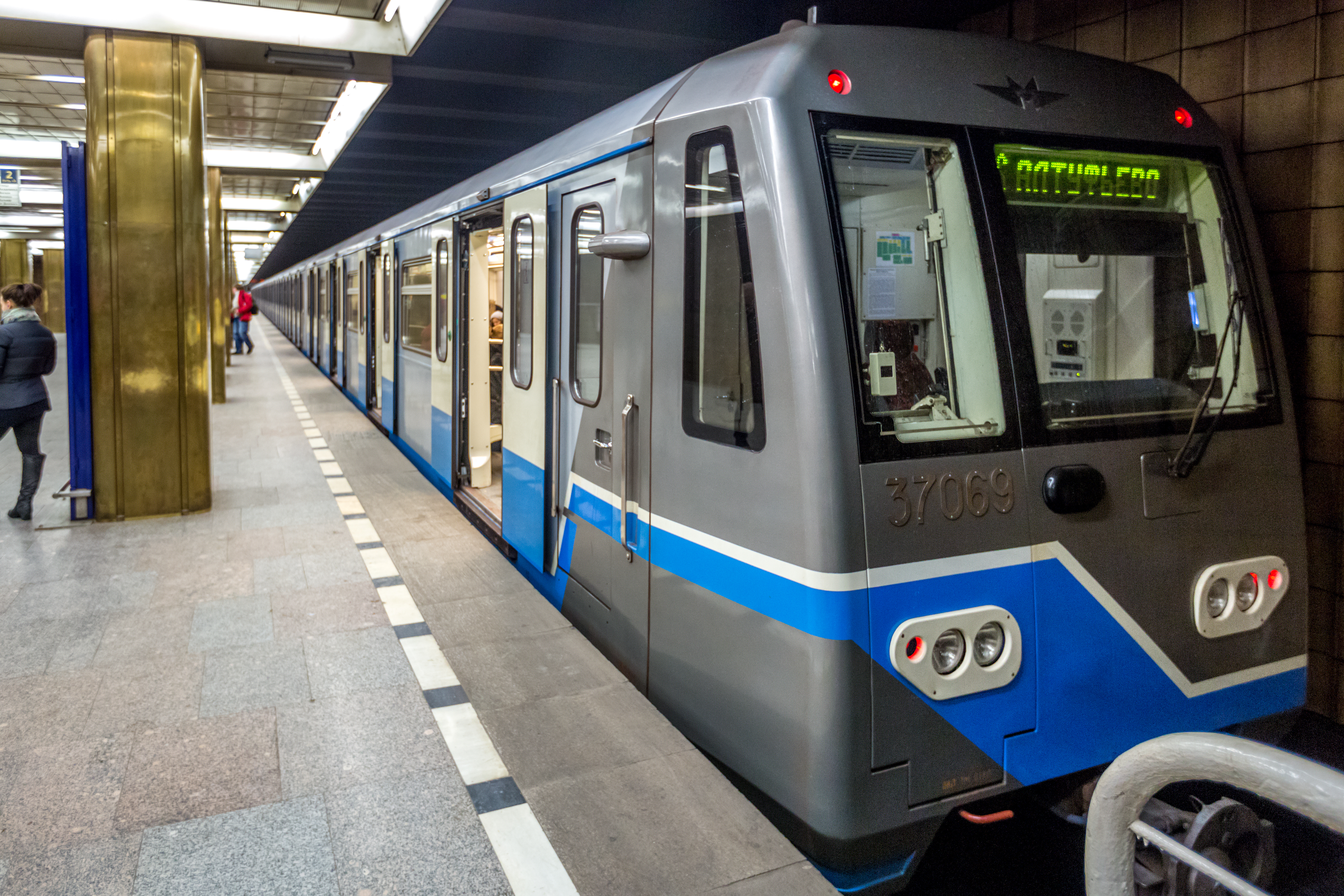
Поезд и посадочная платформа
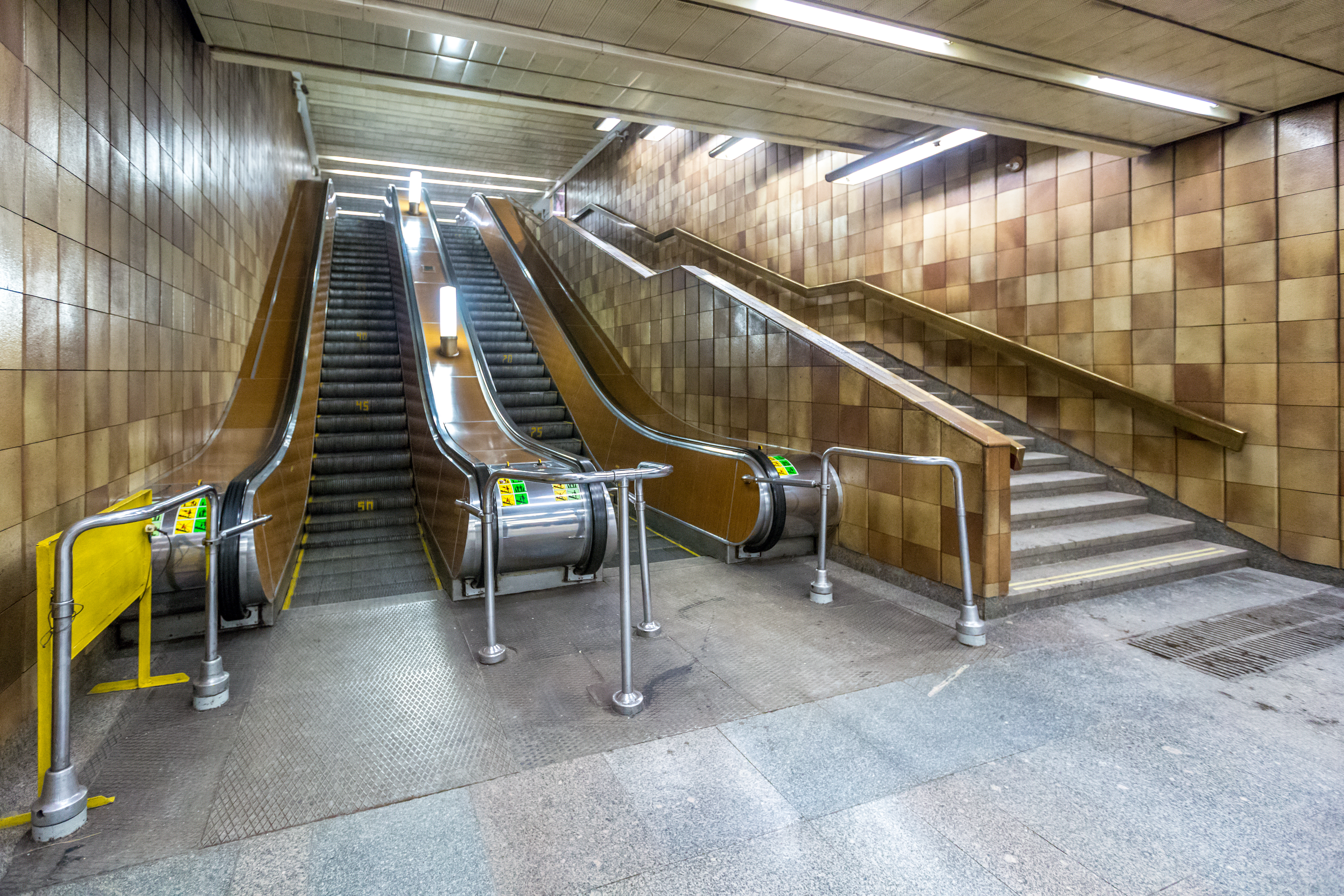
Северный выход
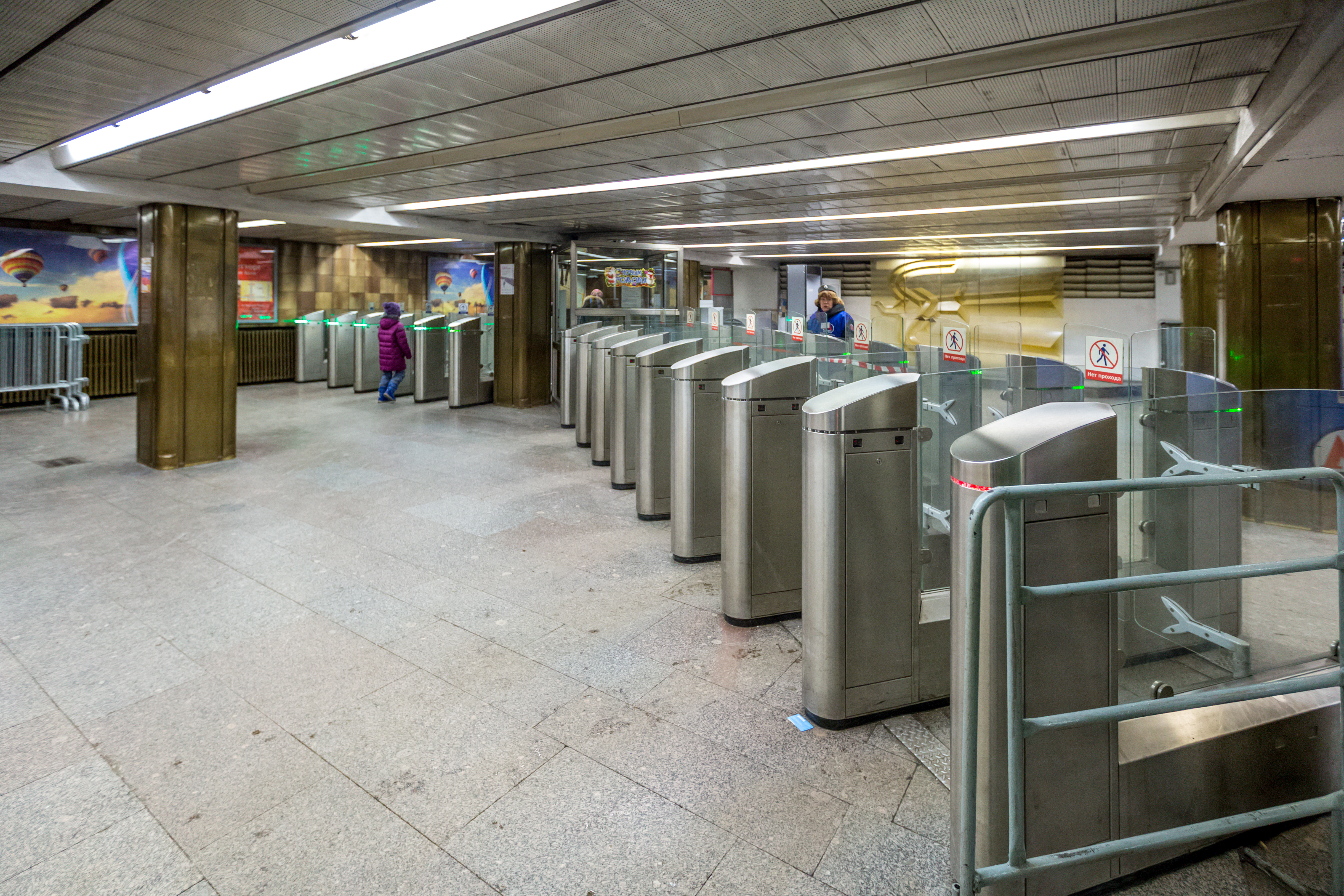
Турникеты в северном вестибюле
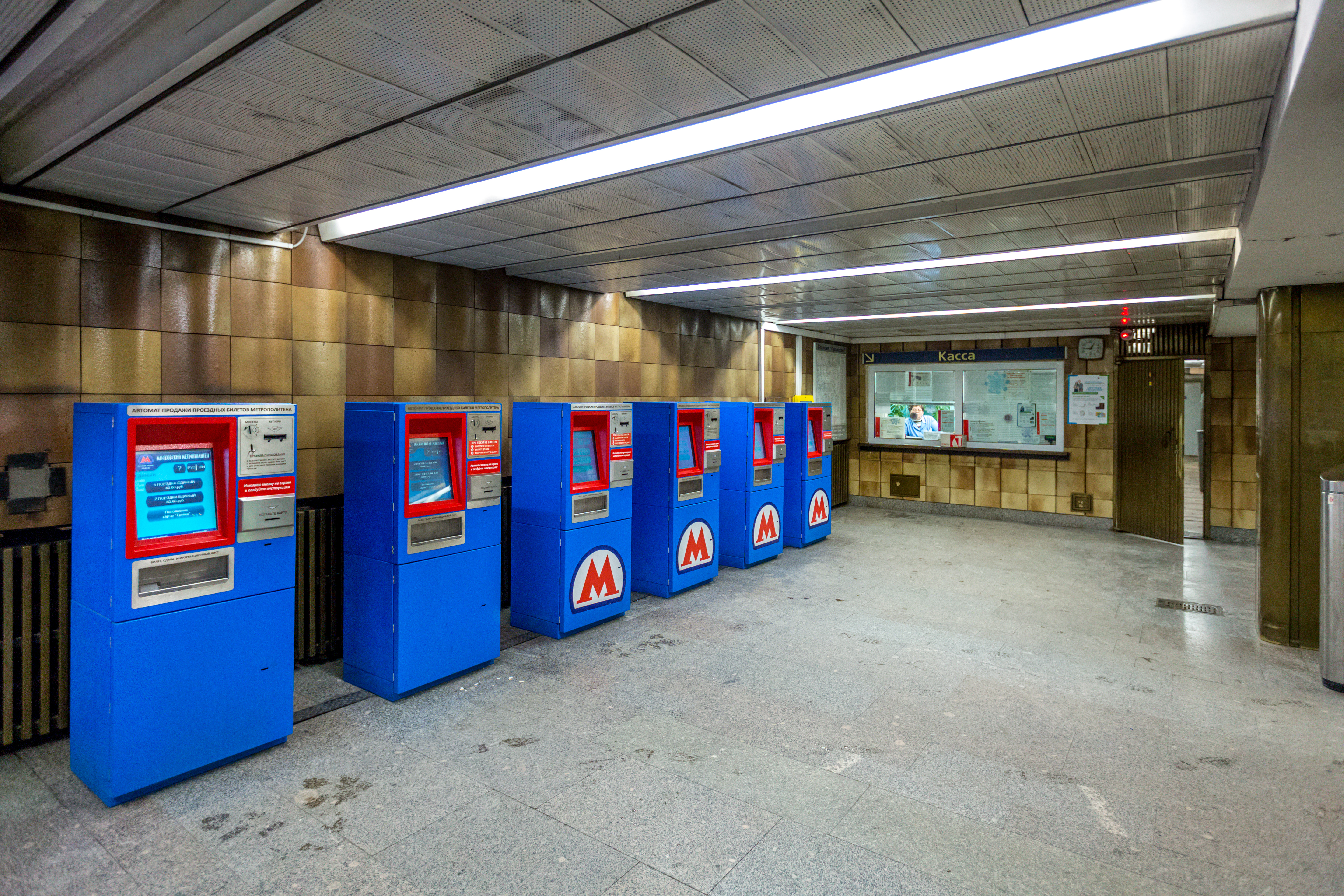
Кассы и автоматы по продаже билетов
Композиция в северном вестибюле
- Поезда в оборотном тупике станции

## Станция в цифрах
- Таблица времени прохождения первого поезда через станцию[6]:

| По чётным числам                           | Будние дни | Выходные дни |
| По нечётным числам                         | Будние дни | Выходные дни |
| В сторону станции «Южная»                  | 05:43      | 05:47        |
| В сторону станции «Южная»                  | 05:56      | 05:56        |
| В сторону станции «Улица Академика Янгеля» | 05:47      | 05:51        |
| В сторону станции «Улица Академика Янгеля» | 05:45      | 05:47        |